# Флора Чувашской Республики
Флора Чувашии — совокупность всех видов диких растений, постоянно или временно произрастающих на территории Чувашии.
Разнообразие ландшафтов и природных зон республики, географическое положение рядом с рекой Волгой и таёжными лесами, а также климат определили богатство и разнообразие её растительного мира.

## Общая характеристика
Всего в Чувашии по состоянию на 2013 год выявлено 1586 видов природной флоры из 573 родов и 126 семейств, 77 порядков, 6 классов, 5 отделов. Этот список включает 367 адвентивных видов и 92 гибридных таксона.
По природным особенностям — рельефу, климату, почвам в Чувашии выделяются растительные районы: Заволжский хвойный, Приволжский дубравно-лесостепной, Присурский хвойный, Присурский дубравный, Юго-восточный степной и Юго-западный степной. Леса в Чувашии занимают 587,7 тыс. га, лесистость составляет 32 %. На сосновые леса приходится 30 % покрытой лесами площади республики, мелколиственые породы (берёза, осина) — 33 %, широколиственные (дуб и липа) — 30 %.
В Заволжье (Чебоксарский район Чувашии) преобладают сосняки (зеленомошные; сосняки-брусничники; сосняки ландышевые; сосняки-черничники) и березняки, а также торфянники. В Предволжье и центральной части Чувашии встречаются дубравы с липой и берёзой, остепнённые луга. В Присурье сосредоточены самые крупные лесные массивы республики, включая сосновые, широколиственно-хвойные, дубравы, сосново-еловые леса с примесью берёзы, липы, осины.

## История изучения
В изучении флоры Чувашии принимали участие более 120 ботаников и других исследователей. История изучения растительного покрова Чувашии насчитывает около 300 лет. Первые данные были получены в ходе путешествия немецкого медика и ботаника Т. Гербера в 1739 года, а также во время академической экспедиции под руководством естествоиспытателя И. И. Лепехина в 1768 году.
Долгое время единственным справочным пособием в Чувашии являлся «Определитель высших растений Чувашской АССР» З. М. Кудановой (1965), включающий 950 видов природной флоры. С тех пор некоторые
редкие виды исчезли, выявлены новые виды и местонахождения растений. В 2000-х годах были обобщены новые исследования (Налимова, Маевский, Гафурова и др.).

## Лекарственные растения
В Чувашии широко распространены лекарственные растения: дягиль лекарственный (Angelica archangelica), земляника лесная (Fragaria vesca), малина обыкновенная (Rubus idaeus), дуб черешчатый (Quercus robur), ландыш майский (Convallaria majalis), берёза бородавчатая (Betula verrucosa), липа сердцелистная (Tilia cordata), смородина чёрная (Ribes nigrum), боярышник кроваво-красный (Crataegus sanguinea), жостер слабительный (Rhamnus cathartica), калина обыкновенная (Viburnum opulus), наперстянка крупноцветковая (Digitalis grandiflora) и др.

## Охрана растений
Для охраны редких и исчезающих видов флоры и фауны в Чувашии созданы Национальный парк «Чувашский лес» и Государственный природный заповедник «Присурский», государственные природные заказники «Поменский», «Ендовский степной склон», «Мочкасинский», «Ковыльная степь», «Аттиковский остепнённый склон», «Водолеевский», памятники природы (ПП) «Озера Большое Лебединое и Малое Лебединое», «Озеро Светлое с прилегающими лесами», «Группа озер Старая Старица», "Группа озер и болот «Ургуль», "Торфяное болото «Большое Сосновое», "Торфяное болото
«Междудорожное», «Группа Кувалдинских торфяных болот и озёр», «Шемалаковский ландшафт», «Каенсар», «Чуварлейский бор» и другие.
В них проводится изучение, учёт, систематизация и охранные мероприятия растений.
Редкие и находящихся под угрозой исчезновения виды растений на территории Чувашии занесены в Красную книгу Чувашской Республики. В 2001 году была издана 1-я часть 1-го тома Красной книги Чувашской Республики, посвященный растениям и грибам. В неё включены 243 вида и 1 подвид растений и грибов.